# Juan Nicasio Gallego

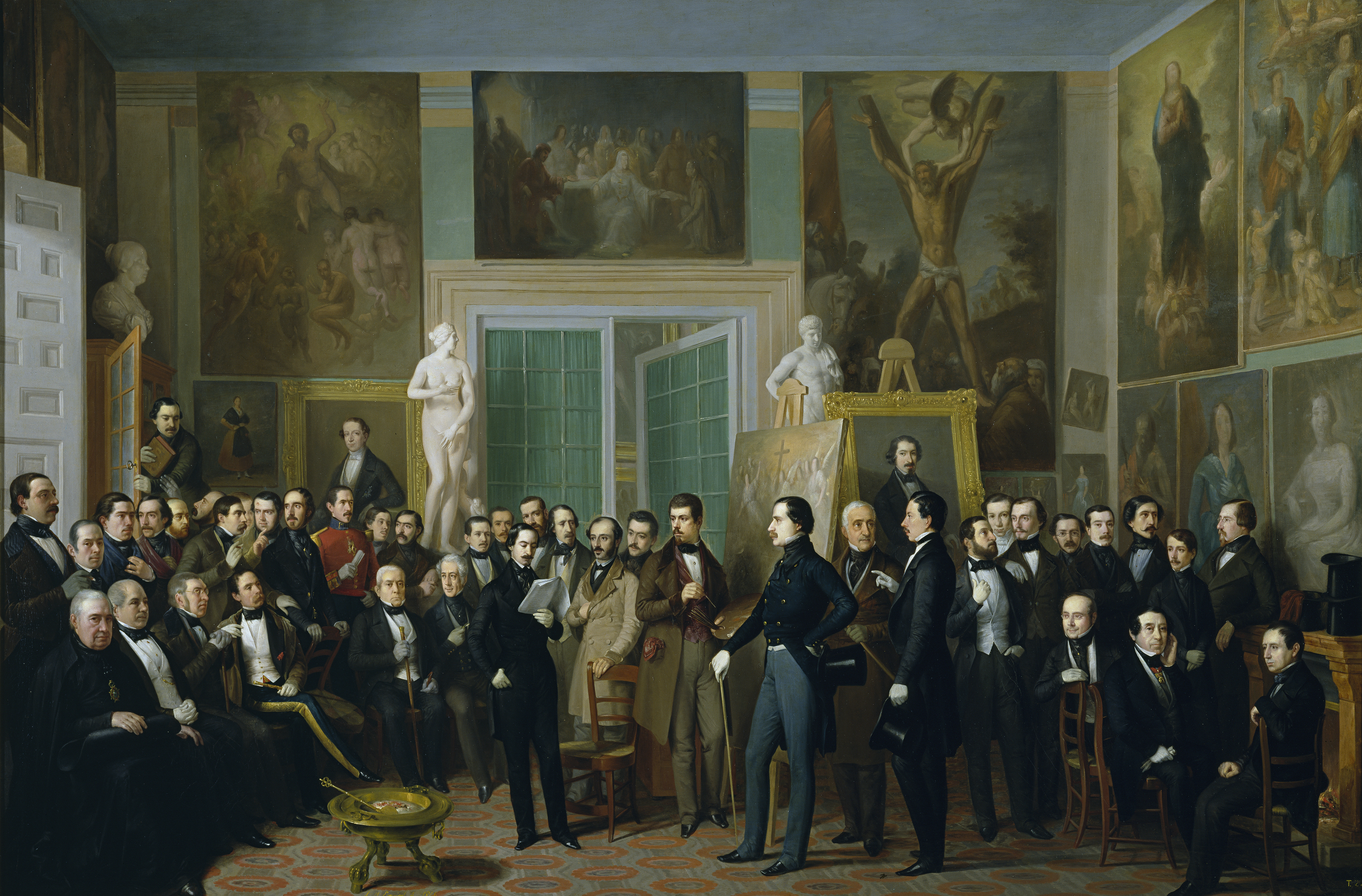
Juan Nicasio Gallego Fernández retratado en Los Poetas contemporáneos por Antonio María Esquivel 1846 - Museo del Prado, Madrid. De izquierda a derecha, es el primero que está sentado.

Juan Nicasio Gallego Hernández (Rueda, Valladolid, 14 de diciembre de 1777- Madrid, 9 de enero de 1853) fue un poeta español de la Ilustración. Tuvo una gran importancia en la transición del Neoclasicismo al Romanticismo.

## Biografía
Fue el primogénito de Felipe Gallego y Francisca Hernández del Crespo, de origen noble; sus contemporáneos lo describen alto y corpulento, asmático, cordial y campechano, ingenioso, amante de las tertulias y de vez en cuando irónico. Tuvo una formación clásica en latín y humanidades con buenos maestros desde el principio, como por ejemplo Manuel Peláez, catedrático de los Reales Estudios de Zamora. Posteriormente estudió en la Universidad de Salamanca y con una beca en la Universidad de Osma, para doctorarse al fin en Filosofía y Derecho Civil y Canónico (1800). 
En 1804 fue ordenado sacerdote y en mayo de 1805 opositó con éxito a una capellanía real en Madrid; en octubre Carlos IV lo distinguió con el nombramiento de director espiritual de los pajes del Palacio Real; por entonces empezó a publicar sus poemas en el Memorial Literario. En Madrid estableció gran amistad con Meléndez Valdés y otros ingenios prerrománticos: Nicasio Álvarez de Cienfuegos y Manuel José Quintana. El histórico día Dos de Mayo, Juan Nicasio se encontraba dedicado a su Capellanía en Palacio, y escribió su oda Influencia del entusiasmo público en las artes. 
Se trasladó a Sevilla y después a Cádiz; recibió entonces algunas prebendas, como la de racionero de la catedral de Murcia, y fue designado diputado constituyente (como procurador suplente) por Zamora y trabajó en la comisión encargada de clasificar los informes relacionados con la convocatoria de las Cortes de Cádiz para la que había sido designado y en la redacción del proyecto de ley de libertad de imprenta. Allí vivió en febril actividad, integrando hasta ocho comisiones e interviniendo en la discusión de 71 asuntos, hasta el regreso del rey Fernando VII, quien lo persiguió por ser liberal; estuvo pues encarcelado año y medio y pasó cuatro años confinado; primero, en la Cartuja de Jerez; afectada su salud, fue trasladado, a petición propia, al Monasterio de la Luz en Moguer y de allí al Convento de Loreto, en Espartinas (Sevilla). Tras la gesta de Rafael del Riego fue liberado en 1820. 
Fue arcediano de Valencia y canónigo de Sevilla, tradujo Los novios de Alessandro Manzoni y cultivó la crítica literaria. También desempeñó los cargos de juez eclesiástico y fue designado senador vitalicio (1845-1852) y académico de la Lengua y de la de Bellas Artes de San Fernando. Murió en Madrid en 1852, a consecuencia de una caída que había tenido el año anterior.
Domingo del Monte hizo una edición de sus Versos (Filadelfia: Imprenta del Mensagero, 1829) que incluía sonetos, dos elegías, entre ellas «Al 2 de mayo», dos traducciones del falso bardo céltico Ossián y su tragedia en verso Óscar.